# Цзаочжуан
Цзаочжуа́н (кит. упр. 枣庄, пиньинь Zǎozhuāng) — городской округ в китайской провинции Шаньдун. Название происходит от существовавшего здесь ранее посёлка Цзаочжуан.

## История
Во времена империи Мин северная часть этой территории входила в состав уезда Тэнсянь (滕县), южная — в состав области Ичжоу (峄州), которая позднее была понижена в статусе и стала уездом Исянь (峄县).
Во время японо-китайской войны в 1938 году здесь состоялась битва за Тайэрчжуан — первая победа китайских войск.
В 1950 году был образован Специальный район Тэнсянь (滕县专区), в состав которого вошли в том числе уезды Тэнсянь и Исянь. В 1953 году Специальный район Тэнсянь и Специальный район Хуси (湖西专区) были объединены в Специальный район Цзинин (济宁专区). В 1958 году власти уезда Исянь переехали в посёлок Цзаочжуан.
В январе 1960 года уезд Исянь был расформирован, а вместо него создан городской уезд Цзаочжуан. В сентябре 1961 года Цзаочжуан был выведен из-под юрисдикции Специального района Цзинин и подчинён напрямую властям провинции Шаньдун; в его состав тогда входили районы Цицунь, Тайэрчжуан, Ичэн, Сюэчэн и посёлок Цзаочжуан. В июле 1976 года из территории района Цицунь был выделен район Шичжун. В 1979 году под юрисдикцию Цзаочжуана из состава Округа Цзинин был передан уезд Тэнсянь. В ноябре 1983 года район Цицунь был переименован в Шаньтин. В 1988 году уезд Тэнсянь был преобразован в городской уезд Тэнчжоу.

## Административно-территориальное деление
Городской округ Цзаочжуан делится на 5 районов, 1 городской уезд:
| Карта | #              | Статус     | Название | Иероглифы       | Пиньинь   | Население (2010 прим.) | Площадь (км²) | Плотность населения (/км²) |
| ----- | -------------- | ---------- | -------- | --------------- | --------- | ---------------------- | ------------- | -------------------------- |
| 1     | Район          | Шичжун     | 市中区   | Shìzhōng qū     | 520 000   | 374                    |               |                            |
| 2     | Район          | Сюэчэн     | 薛城区   | Xuēchéng qū     | 500 000   | 506                    |               |                            |
| 3     | Район          | Ичэн       | 峄城区   | Yìchéng qū      | 390 000   | 635                    |               |                            |
| 4     | Район          | Тайэрчжуан | 台儿庄区 | Tái'érzhuāng qū | 310 000   | 538                    |               |                            |
| 5     | Район          | Шаньтин    | 山亭区   | Shāntíng qū     | 500 000   | 1017                   |               |                            |
| 6     | Городской уезд | Тэнчжоу    | 滕州市   | Téngzhōu shì    | 1 672 000 | 1485                   |               |                            |

## Экономика
В Цзаочжуане базируется угольная компания Zaozhuang Mining Group.